# Stay with You (飞轮海单曲)
《Stay with You》是飛輪海推出的首張日文單曲。發行日期為2008年5月21日，單曲共收入4首曲目。共為兩首歌曲、加兩首混音版曲目。改編自新窩的日文版「Heart Nest～新しい巣」及量身打照的「Stay With You」。

## 曲目
1. Stay With You
2. Heart Nest～新しい巣（日語：ヴァージョン）
3. Stay With You(Instrumental)
4. Heart Nest～新しい巣（日語：ヴァージョン） (Instrumental)